# Native Trust Land
Les Native Trust Land au Nyassaland colonial sont des terres détenues en fiducie par le Secrétaire d'État aux Colonies britannique, administrées par le gouverneur colonial au profit de la communauté africaine. Dans les temps pré-coloniaux, les terres appartiennent aux Africains qui y résident, et les membres des communautés concernées disposent de droits d'usage, concédés selon les lois coutumières. À la fin du XIXe siècle, de grandes surfaces de terres fertiles sont achetées par les colons européens ; les autres terres deviennent « terres de la Couronne » que le gouvernement colonial ne peut aliéner sans le consentement des résidents. Afin de protéger les communautés africaines, en 1916, des terres représentant environ le quart de la superficie du protectorat sont classées sous le statut de Native Trust Land afin d'être gérées au bénéfice des Africains. Plus tard, en 1936, toutes les terres de la Couronne, à l'exception des réserves naturelles et des réserves de chasse ainsi que des terres utilisées pour le bien commun, deviennent des Native Trust Land. Les chefs traditionnels, formant les Autorités autochtones mises en place dans le cadre de l'indirect rule, sont autorisés à allouer des droits d'usage sur des parcelles de ces terres aux membres leurs communautés, en conformité avec les lois coutumières. À compter de 1936, les Native Trust Land constituent 80 % des terres du Nyassaland et la majorité des paysans africains cultivent des terres ayant ce statut. En 1950, les Native Trust Land sont renommées African Trust Land jusqu'à l'indépendance en 1964, lorsque le protectorat devient le Malawi.

## Propriété foncière pré-coloniale
Dans presque tout ce qui est aujourd'hui le Malawi, les terres à l'époque pré-coloniale sont gérées par les communautés africaines qui y résident. Les chefs traditionnels peuvent allouer des droits d'usage sur les terres communautaires, selon le droit coutumier, lequel interdit généralement d'accorder ces droits aux étrangers à la communauté. Ni les chefs, ni les usagers ne peuvent aliéner (louer, vendre…) ces terres, lesquelles sont administrées pour le bien des générations à venir.
En 1902, le parlement britannique instaure le Protectorat britannique d'Afrique centrale, où s'appliquent les lois britanniques, notamment celles concernant le régime foncier. La Couronne possède la souveraineté sur toutes les terres du protectorat, les résidents étant considérés comme « locataires ». Le droit coutumier n'a que peu voire pas de statut juridique au début de la période coloniale ; les terres régies par la coutume et les communautés qui les utilisent ne sont ni reconnues ni protégées juridiquement.
Dès 1860, la région du sud du Malawi souffre d'un phénomène d'insécurité dû aux guerres et aux raids esclavagistes ; cela amène à l'abandon de terres pourtant fertiles. Les chefs locaux tentent de s'assurer la protection des colons et des entreprises européennes ; ils accordent des droits d'usage aux colons — qui prétendront qu'il s'agit de droits de propriété —, les autorisant à cultiver les terres fertiles mais abandonnées car soumises à l'insécurité. L'African Lakes Corporation, créée en 1877 pour appuyer les missions protestantes presbytériennes écossaises, prétend lutter contre l'esclavage et tenter d'instaurer un commerce plus légitime et moral. Espérant devenir une compagnie à charte, elle affirme avoir signé des traités lui concédant la propriété de terres. Trois autres personnes prétendent aussi avoir acheté de grandes quantités de terres. Eugene Sharrer dit avoir acquis 363 034 acres et tente d'amener les chefs coutumiers à renoncer à leur souveraineté sur celles-ci ; il est possible qu'il ait voulu, lui aussi, obtenir une charte du gouvernement britannique. Alexander Low Bruce, gendre de David Livingstone et directeur de l'African Lakes Company, revendique 176 000 acres ; John Buchanan et ses fils, quant à eux, affirment posséder 167 823 acres. Ces terres sont (censément) acquises en échange de quantités insignifiantes de marchandises auprès de chefs qui ne connaissent pas le régime foncier britannique ; ils pensent concéder des droits d'exploitation, à l'image du droit coutumier,.

## Peuplement des terres colonisées
En 1891, le gouvernement britannique nomme Harry Johnston en tant que commissaire et consul général du Protectorat de l'Afrique centrale. Ce dernier rejette l'idée que les accords signés avant l'instauration du protection constituent un transfert de souveraineté à des individus ou à des particuliers. Néanmoins, il accepte que ces accords soient considérés comme des preuves de ventes de terres. La doctrine juridique qui prévaut durant les années 1880 est que l'autorité de la Couronne dans les protectorats se limite à la gestion des relations extérieures et à la gestion des affaires des résidents de nationalité britannique. Les Africains sous protection britannique (statut de British protected person) conservent leur souveraineté locale et ne sont soumis au contrôle de la Couronne que dans le cadre de traités et de concessions. La seule proclamation d'un protectorat ne confère pas à la Couronne de propriété sur les terres ou les minéraux, à moins que les accords avec les dirigeants africains ne le prévoient.
Avant l'instauration du protectorat, proclamée en juin 1891, Johnston signe de simples traités d'amitié avec les chefs locaux ; cela n'entraîne pas que ces derniers cèdent leur souveraineté à la Couronne, laquelle ne peut prétendre à la propriété des terres, à moins que cela n'ait fait l'objet d'une cession formellement établie. N'étant pas propriétaire, la Couronne ne peut disposer des terres. Cependant, à partir de juillet 1891, les traités qu'il signe prévoient la cession des terres, mais ils donnent le droit aux résidents et aux chefs coutumiers de conserver les terres qu'ils occupent, laissant en pratique la Couronne libre de gérer les seules terres inoccupées. Les traités prévoyant la cession des droits fonciers couvrent moins de la moitié du territoire du protectorat. Bien que le protectorat ait acté que la British South Africa Company participera aux coûts de l'administration du territoire, Johnson n'accède pas à la demande de la compagnie que la souveraineté des terres de la Couronne, qui représentent à ce moment 20 % du territoire, lui soit cédée. Johnson est également censé faciliter le transfert des terres restantes, 40 % du territoire, aux mains des Africains, 15 % étant la propriété d'Européens, afin de ne pas créer une situation sur le modèle sud-africain, où les Africains sont confinés à des territoires limités,.
Bien que Johnston accepte le principe que les terres occupées appartiennent aux communautés africaines, leurs chefs n'ont pas le droit de les aliéner ; il entretient la fiction juridique que les chefs ont tacitement accepté cela. En principe, les chefs peuvent vendre ou louer à la Couronne ou à des européens les terres inoccupées. Mais Johnston prétend qu'en tant que pouvoir protecteur, la Couronne possède en fait les terres inoccupées et qu'elle peut concéder des droits fonciers à des Européens. Cela est en contradiction avec les usages agricoles locaux, selon lesquels seule une partie des terres est cultivée, une notable partie étant laissée en jachère pour être exploitée ultérieurement. Johnston considère également que la Couronne a le droit d'examiner la validité des ventes et des transferts de propriété et, le cas échéant, de délivrer des Certificates of Claim (« certificats de revendication »), lesquels deviennent, en pratique, des certificats de propriété accordés aux nouveaux propriétaires,. Les terres concernées par les certificats représentent 1,4 million d'hectares, dont un million dans le district du Nord, le reste étant situé essentiellement sur les hauts plateaux de la Shire. Johnston n'a pas de formation juridique et, jusqu'en 1896, le protectorat n'a aucun « officier de justice ». La légalité des Certificates of Claim est d'ailleurs contestée en 1903, au motif que les accords signés par les chefs violent les droits des membres de leurs communautés. La cour d'appel confirme cependant la validité des certificats, considérant que les titres ont été concédés par un représentant de la Couronne, tout en jugeant aussi que de nombreux aspects des accords sont injustes et déséquilibrés,.
Johnston note que sa révision des certificats de revendication, commencée à la fin de 1892, est nécessaire car l'instauration du protectorat a entraîné un accaparement des terres à grande échelle, d'immenses terrains étant acquis pour des sommes dérisoires, ce qui génère de nombreuses réclamations qui s'entrecroisent. Il considère la durée d'occupation des terrains et la mise en valeur de ceux-ci comme la meilleure manière de justifier une revendication, mais cela n'arrive que rarement. À défaut, ses assistants et lui réclament la confirmation que les chefs traditionnels mentionnés dans les accords ont accepté de vendre les terres et ont reçu un juste prix pour cette vente. Néanmoins, il estime la valeur des terres à niveau très bas, depuis un demi-penny l'acre pour une terre banale jusqu'à trois pence dans les districts les plus chers. Les villages africains et les fermes déjà en place sont exclus de ces ventes et les villageois sont informés que leurs demeures et leurs champs ne peuvent être aliénés. En outre, la majeure partie des certificats comprennent une clause de « non-dérangement », qui stipule que les villages et les champs cultivés ne peuvent être « perturbés » sans l'accord du gouvernement du protectorat.

## Application et évolution du droit foncier
Les clauses de non-dérangement sont largement inefficaces. D'abord parce que les propriétaires terriens les ignorent impunément, ensuite parce que les terres occupées par les Africains ne sont pas nécessairement identifiées et enfin à cause de la pratique de l'agriculture itinérante, qui entraîne que bon nombre des terrains que Johnston considère comme inoccupés ou désertés sont en fait des jachères, le système agricole autochtone étant une variante du chitemene (agriculture sur abattis-brûlis qui existe encore aujourd'hui dans certains endroits de la Zambie),. Aucune protection n'est accordée aux Africains vivant en dehors des zones concernées par les certificats de revendication ; l'agriculture de subsistance sur les terres de la Couronne est en principe autorisée à se poursuivre même si les terres sont vendues ou louées à des colons. Toutes les terres de la Couronne sont potentiellement disponibles pour l'expansion coloniale, et les villageois vivant sur ces terres sont, de facto, en situation d'insécurité.
Dans les premières années du protectorat, les propriétaires n'interdisent pas aux Africains résidant sur leurs domaines de pratiquer l'agriculture itinérante et de déplacer leurs champs car ils veulent retenir les résidents et attirer de nouveaux travailleurs. Cependant, la plupart des nouveaux résidents sont obligés de fournir du travail non payé en guise de loyer et de taxe d'habitation, selon le système du thangata. Quoique les résidents d'origine soient, en principe, dispensés de cela, à partir du moment où le coton commence à être cultivé à l'échelle industrielle à partir de 1901, suivi par le tabac à compter de 1905, ces exemptions commencent à être mises à mal. Le coton et le tabac demandent beaucoup de main-d'œuvre au moment de leur croissance et les propriétaires tentent de réduire tous les résidents au statut de salariés, ce qui permet de les expulser en cas de besoin. La situation évolue en 1928 lorsque l'ordonnance sur les autochtones des domaines privés abolit la distinction entre les descendants des résidents originaux et les autres occupants : les fils des résidents bénéficiant des clauses de non-dérangement perdent le droit de résidence à partir de l'âge de seize ans et les propriétaires peuvent refuser que les maris des filles des résidents s'installent sur les terrains concernés, ce qui abroge de facto les clauses de non-dérangement.
À partir de 1900, l'interprétation qui domine au sein du ministère des Affaires étrangères est que la théorie d'origine justifiant le protectorat (le concept de « protection »), s'applique uniquement aux communautés les plus « civilisées » et que la déclaration de protectorat, lorsqu'elle concerne les « indigènes à moitié barbares », autorise les officiers de la Couronne à disposer des terres où ils résident. Un décret en conseil de 1902 stipule que les droits relatifs aux terres de la Couronne sont dévolus au commissaire ou au gouverneur local qui peut en disposer comme il l'entend. Les terres de la Couronne sont ainsi déclarées terres publiques dans le protectorat de l'Afrique centrale, sans aucun accord ou signature de traité.
L'effet du décret de 1902 est que toutes les terres qui n'appartiennent pas à des Européens deviennent terres de la Couronne, que le gouvernement colonial peut aliéner à son gré. Alfred Sharpe, commissaire puis gouverneur de 1896 à 1910, met en place une politique de création de réserves limitées aux zones nécessaires à la subsistance des Africains, et permettant que toute terre non nécessaire à la subsistance soit utilisée pour l'agriculture commerciale. Son successeur entre 1911 et 1913, William Henry Manning, qui avait servi dans le protectorat entre 1893 et 1902, est plus favorable aux agriculteurs africains et il s'oppose à leur déplacement dans des zones réservées afin de libérer des terrains pour les planteurs européens. Vers 1913, les zones réservées couvrent 6,6 millions d'acres sur les 22,3 millions d'acres du protectorat, et 2,6 millions d'acres supplémentaires de terres de la Couronne sont identifiées comme de futures zones réservées. Ces zones, plus les terres des domaines privés, représentent la quasi-totalité des terres cultivables du territoire. Mais la croissance de la population et, subséquemment, la disponibilité future des terres, commence à poser les termes d'un débat concernant les besoins respectifs des communautés africaines et européennes en matière foncière,.

## Création desNative Trust Land
Une ordonnance de 1916 (Land Registration Ordinance) assimile les zones réservées aux autochtones à des Native Trust Land, qui doivent être gérées au bénéfice des communautés africaines. L'ordonnance ne prévoit pas de confier la gestion effective aux Africains car l'indirect rule n'est introduite qu'en 1933-1934. En pratique, cependant, les chefs traditionnels gèrent, au jour le jour, l'allocation des terrains. Ce n'est qu'en 1936 qu'une ordonnance interdit la transformation des trust land en terres susceptibles d'être vendues en pleine propriété. Cette ordonnance de 1936 dispose aussi que les terres de la Couronne, à l'exception des réserves de chasse, des réserves forestières et des zones utilisées pour le bien commun, deviennent des Native Trust Land et qu'elles sont sous l'autorité des Native authorities (« autorités indigènes ou autochtones »), lesquelles peuvent les allouer selon le droit coutumier. Cela reflète le rejet par le bureau des Colonies d'un rapport de 1920 de la commission foncière ; cette commission, parmi d'autres, fait partie d'un ensemble d'autres institutions créées pour tenter de mettre de l'ordre dans la confusion régnant sur les droits fonciers au Nyassaland. Son rapport est défavorable à la création de zones réservées mais recommande de calculer la surface agricole nécessaire aux besoins actuels et futurs des populations africaines et de mettre le reste à disposition pour la colonisation européenne. Il préconise en outre que les Africains ne pratiquent pas la culture commerciale afin de promouvoir l'agriculture aux mains des Européens. Un autre rapport, de 1924-1925, de la commission foncière est-africaine, est, quant à lui, favorable au système de zones réservées, comme cela se pratique au Kenya, ainsi qu'à la mise en place d'un « bureau des terres indigènes ». Une ordonnance locale est promulguée sur cette base en 1927, et certaines zones sont désignées comme « terres de la Couronne à usage du peuplement autochtone », ce qui n'est, en pratique, qu'un changement mineur par rapport à la situation antérieure. Le développement de l'agriculture commerciale par les colons est considéré comme utile et des terres sont réservées pour cela, avec création de baux de 99 ans. Après un examen des revendications territoriales antérieures à 1891 à la suite du rapport de la commission foncière de 1929, le bureau des Colonies estime que les droits de propriété de la Couronne sont très incertains quant aux terres faisant l'objet de traités qui ne mentionnent pas explicitement cette cession des droits de propriété. Il ne propose pas que les terrains reviennent à leurs propriétaires africains, mais souhaite transformer les terres de la Couronne en Native Trust Land gérées pour le bien des populations locales,.
En 1936, le Native Trust Land Order distingue les terres de la Couronne, les zones réservées et les Native Trust Land. Les terres de la couronne sont définies comme toutes terres acquises ou occupées par ou au nom de la Couronne. Les terres réservées sont constituées des terres sous certificat de revendication, auparavant considérées comme terres sous statut privé, et des terres concédées ou louées à partir de terres de la Couronne. Les zones réservées incluent les réserves forestières et les terres des townships. Toutes les autres terres deviennent des Native Trust Land. Ces terres sont confiées au secrétaire d'État aux colonies et sont administrées par le gouverneur local au bénéfice commun des autochtones. L'ordonnance reconnaît que les Africains peuvent occuper et utiliser les Native Trust Land de plein droit, mais aucun autre groupe racial du protectorat n'a le même droit. Le gouverneur peut, néanmoins, accorder un droit d'occupation à un membre de n'importe quel groupe racial, en tant que locataire. En 1950, un « décret en conseil » réforme la terminologie, le terme native (autochtone ou indigène) étant considéré comme péjoratif, renommant les « Native Trust Land » en « African Trust Land », les « terres de la Couronne » en « terres publiques » et les zones réservées en « terres privées ». Cette structure reste en place jusqu'à l'indépendance de 1964. Les autorités chargées de contrôler l'utilisation et l'occupation des terres sont africaines et les lois coutumières sont reconnues comme des lois légitimement applicables.
Un des buts de l'ordonnance de 1936 est de rassurer les Africains du Nyassaland quant à leurs droits à occuper leurs terres, et à lever leurs craintes quant à la possibilité que ces terres soient aliénées (vendues ou loués) sans leur consentement. Cela est cependant incompatible avec la conception qui veut que les Africains n'aient que des droits limités sur les terres qui leur sont nécessaires, ce qui était le point de vue du rapport de 1920. À partir de 1936, les native authorities peuvent recevoir 25 % des loyers collectés dans les Native Trust Land. Les autres 75 % alimentent un fonds commun qui sert à combler la trésorerie des districts déficitaires. Dans la dernière partie de la période coloniale, la politique post-Seconde Guerre mondiale est de chercher à créer une classe de petits propriétaires exploitants bénéficiant de titres de propriété sûrs et négociables. C'est le Master Farmer Scheme (« programme de maîtres agriculteurs ») qui n'a qu'un succès limité ; en 4 ans, seuls 282 masters farmers sont concernés. Quant aux Africains, la majorité continue à cultiver les Native Trust Land.